# Esnes-en-Argonne
Esnes-en-Argonne je francouzská obec v departementu Meuse v regionu Grand Est. V roce 2013 zde žilo 136 obyvatel.

## Poloha
Sousední obce jsou: Avocourt, Béthincourt, Cumières-le-Mort-Homme, Chattancourt, Malancourt a Montzéville.

## Vývoj počtu obyvatel
Počet obyvatel 